# إميليو موري
إميليو موري هو منافس ألعاب قوى إيطالي، (ولد في مونسومانو تيرمي في إيطاليا 1908 – 1998 م).

## وصلات خارجية
- إميليو موري على موقع اللجنة الأولمبية الدولية (الإنجليزية)
- إميليو موري على موقع أوليمبيديا (الإنجليزية)